# Edme Mariotte

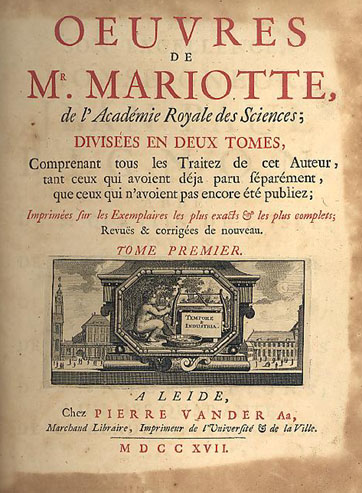
Oeuvres de M. Mariotte (1717)

Edme Mariotte, född ca 1620 i Til-Châtel, Frankrike, död den 12 maj 1684 i Paris, var en fransk fysiker och präst (Abbé).

## Biografi
Mariotte var den yngste sonen till Simon Mariotte, administratör på distriktsnivå i Til-Châtel, och Catherine Denisot. Hans tidiga liv är okänt och hans titel Sieur de Chazeuil var troligen ett arv från hans bror Jean 1682. Den refererar till hans fars egendom i regionen Chazeuil, som först gavs till Jean.
Det är oklart om Mariotte bringade större delen av sitt tidiga liv på Dijon, eller om han var prior i St Martin sous Beaune. Det finns inga referenser till att få detta bekräftat. Under 1668 bjöd Colbert honom att ingå i L'Académie des Sciences, den franska motsvarighet till Kungliga Vetenskapsakademien. Från den tiden publicerade han flera artiklar.
År 1670 flyttade Mariotte till Paris. Adressen på ett brev som finns i Leibnizarkivet visar att han 1677 bodde på rue de Bertin-Poirree, nära guldsmedsgillets kapell på rue des Orfevres. Kanske levde han tillsammans med Jean och paret Katarina och Blaise de Beaubreuil. Leibniz skrev att "Edme stannade på Mr. Beaubruns adress", men förmodligen menade han Beaubreuil, vilket låter ganska lika. Mariotte avgick från akademin 1681 och dog på 12 maj 1684.

## Vetenskapligt arbete
Mariotte är mest känd för sitt erkännande 1676 av Boyles lag, som han själv oberoende hade upptäckt, om det omvända förhållandet av volym och tryck i gaser. År 1660 hade han upptäckt att ögat har en blind fläck. Om ett litet mynt placeras i den döda vinkeln försvinner från synen, en till synes magiskt händelse som förvånade det franska hovet när detta först visades av Mariotte.
Den första volymen av Mariottes Histoire et Mémoires de l'Académie (1733) innehåller många originalarbeten av honom med en stor mängd fysikaliska ämnen, såsom rörelse i vätskor, typer av färgernas natur, tonerna av en trumpet, den barometer, kroppars fall, rekylen från gevär, frysning av vatten etc.
Hans Essais de physique, fyra till antalet, varav de tre första publicerades i Paris mellan 1676 och 1679, är hans viktigaste verk, och formar, tillsammans med en Traité de la percussion des corps, den första volymen av Oeuvres de Mariotte (2 vol., Leiden, 1717). Den andra av dessa essäer (De la natur de l'air) innehåller ett fastställande av lagen om att volymen av en gas varierar omvänt som trycket, som hade upptäckts 1660 av Robert Boyle. Den fjärde uppsatsen är en systematisk behandling av färgers natur, med en beskrivning av många märkliga experiment och en diskussion av regnbågen, glorior, vädersolar, diffraktion, och de mer rent fysiologiska fenomen av färg.
Mariotte gav också ett betydande bidrag till utvecklingen av aerodynamisk teori med slutsatsen att aerodynamiska motståndet varierar med kvadraten på hastigheten. Upptäckten av ögats döda vinkel noteras i en kort uppsats i den andra volymen av hans samlade verk.